# District de Reichenbach

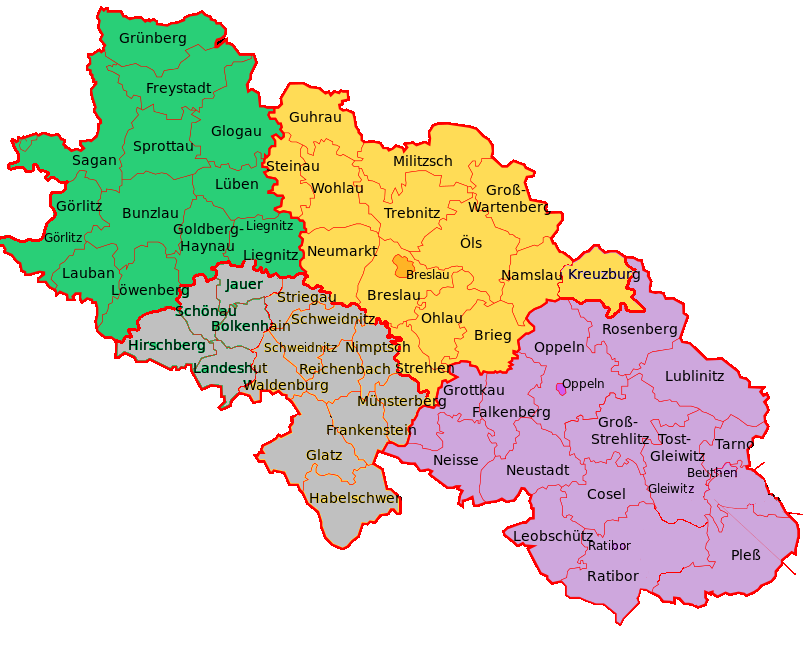
Image district de Reichenbach

Le district des montagnes de Silésie (en allemand : Regierung des Schlesischen Gebirges zu Reichenbach) ou district de Reichenbach (en allemand : Regierungsbezirk Reichenbach) était un des quatre districts constituant la Province de Silésie au sein du Royaume de Prusse puis de l'État libre de Prusse.  
Le district de Reichenbach fut créé par l'édit du 30 avril 1815 et était subdivisé en dix arrondissements :
- Bolkenhain-Landeshut, Frankenstein, Glatz, Jauer, Münsterberg, Nimptsch, Reichenbach, Schweidnitz et Striegau, antérieurement du district de Breslau ;
- Hirschberg, antérieurement du district de Liegnitz.